# Serra dels Gorraptes
La Serra dels Gorraptes és una serra situada als municipis de Cabassers a la comarca del Priorat, i els de Vinebre i la Palma d'Ebre a la comarca de la Ribera d'Ebre, amb una elevació màxima de 576 metres.